# Jamie Waylett
Jamie Waylett (Londen, 21 juli 1989) is een Engels acteur. Hij is bekend door zijn rol als Vincent Korzel in de Harry Potter-films. Dit zijn vooralsnog ook de enige films waar hij in heeft gespeeld.

## Harry Potter
Toen Waylett tien jaar oud was, bezocht een casting agent zijn basisschool om leerlingen te fotograferen die eventueel auditie wilden doen voor de Harry Potter-films. In eerste instantie werd Waylett benaderd voor de rol van Dirk Duffeling, maar uiteindelijk werd hij gevraagd naar de Leavesden Studios te gaan voor de auditie voor de rol van Korzel. Na twee audities en een gesprek met regisseur Chris Columbus kreeg hij de rol.

## Drugs
In april 2009 werd Waylett opgepakt voor het in bezit hebben van acht pakjes wiet en apparatuur om het te kweken. Hij heeft hiervoor tot 21 juli 2009 vastgezeten, de dag waarop het vonnis werd uitgesproken. Hij is veroordeeld tot een taakstraf van 120 uur gemeenschapswerk. Dit voorval heeft hem zijn baan in de Potterfilms gekost. Hij is in de laatste twee delen niet meer te zien.

## Rellen
Waylett deed op 8 augustus 2011 mee aan rellen in Noord-Londen. Hij stal daar onder andere een fles champagne. Hij werd diezelfde dag opgepakt voor geweldpleging en voor het feit dat hij een brandbom zou willen afsteken. Op 20 maart 2012 werd de acteur veroordeeld tot twee jaar gevangenis. Van de beschuldiging dat hij een brandbom wilde afsteken, werd hij vrijgesproken.

## Filmografie
| Jaar | Titel                                     | Rol            |
| ---- | ----------------------------------------- | -------------- |
| 2001 | Harry Potter and the Philosopher's Stone  | Vincent Korzel |
| 2002 | Harry Potter and the Chamber of Secrets   | Vincent Korzel |
| 2004 | Harry Potter and the Prisoner of Azkaban  | Vincent Korzel |
| 2005 | Harry Potter and the Goblet of Fire       | Vincent Korzel |
| 2007 | Harry Potter and the Order of the Phoenix | Vincent Korzel |
| 2009 | Harry Potter and the Half Blood Prince    | Vincent Korzel |